# Handspring
Handspring war ein US-amerikanischer Hersteller von PDAs mit Palm-OS-Betriebssystem.
Die Erfinder des Palm Pilot und Gründer der Unternehmung Palm waren Jeff Hawkins, Donna Dubinsky und Ed Colligan. Als 3Com im März 1997 Palm aufkaufte, versuchten Hawking, Dubinsky und Colligan den Vorstand von 3Com von einer Auslagerung der Palm Abteilung und einer gezielten Weiterentwicklung des PDA/Handheld Konzepts hin zu einer Integration mit dem Mobiltelefon zu überzeugen. Der 3Com Vorstand lehnte eine Auslagerung der neuen Palm Sparte ab und Hawking, Dubinsky und Colligan verließen Palm und gründeten im Juni 1998 die Firma Handspring um ihre Vision im Alleingang weiter zu verfolgen.
Nach etlichen innovativen Modellen verschmolz Handspring im Oktober 2004 schließlich wieder mit Palm zum Konzern palmOne. Der Treo 600 ist das letzte Handspring-Produkt.

## Handspring Visor

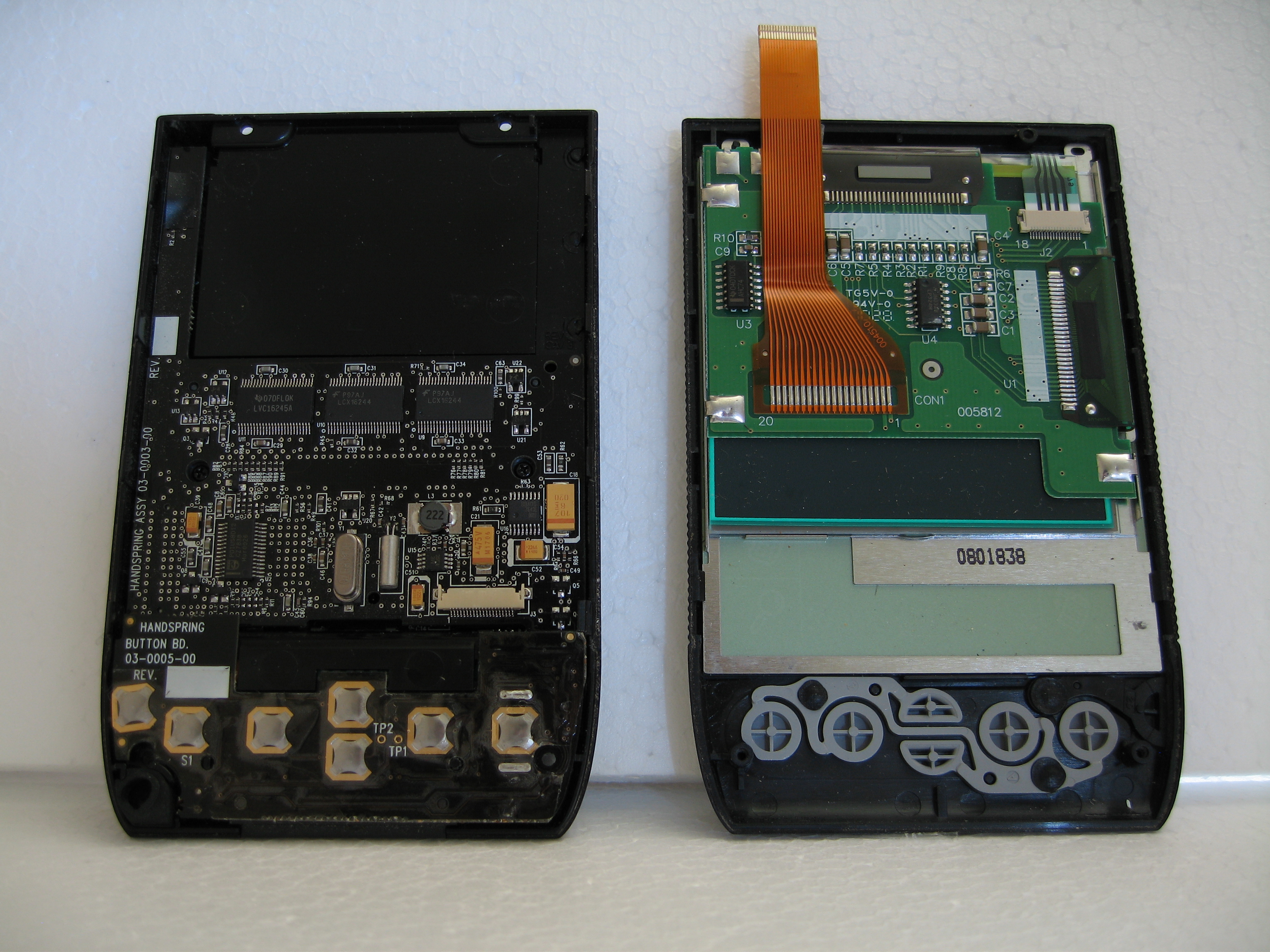
Innenansicht eines Visors

Am 14. September 1999 brachte Handspring die Visor-Produktlinie auf den Markt, die im Gegensatz zu den meisten Produkten von Palm zu der Zeit per USB synchronisiert werden konnte und mit einem Steckplatz für Erweiterungsmodule, dem Springboard-Slot, ausgestattet war. Handsprings Absicht war es, mit den Springboards in kleinen Innovationsschritten das Palm-PDA Prinzip zur Zukunftsvision des tragbaren Universalcomputers mit Telefon und Internetanbindung im Taschenformat (Smartphone) auszubauen. Aus diesem Grund hatte jeder Handspring Visor von Anfang an ein integriertes Sprachmikrofon eingebaut, obwohl die Entwicklung eines Mobilfunkmoduls noch nicht begonnen hatte. Durch die USB-Unterstützung waren die Visors die ersten Palm-OS-Geräte, die ohne zusätzliche Hardware mit Apple Macintosh Computern zusammenarbeiteten. Für den Springboard-Slot gab es Module wie Spiele, E-Books, Speichererweiterungen, Universalfernbedienungen für Fernseher, Mobiltelefone, Modems, MP3-Player, Digitalkameras und sogar eine Schnittstelle für ein EKG. Mit ihrem frech-bunten Design sprach die Visor-Linie auch Durchschnittsmenschen an, während Palm mit konservativem Design eher auf Geschäftskunden zielte.

### Visor und Visor Deluxe
Das erste Gerät der Visor-Linie war der Visor Solo mit schwarzem Gehäuse und 2 Megabyte RAM. Der Visor Deluxe hatte optional Varianten mit durchscheinendem farbigem Gehäuse und 8 Megabyte RAM. Visor und Visor Deluxe benutzten Palm OS 3.1H, eine modifizierte Version des Betriebssystems von Palm, die einen verbesserten Kalender, eine Weltzeituhr und einen erweiterten Taschenrechner bot. Im Gegensatz zum Palm Pilot befand sich die Infrarot-Schnittstelle des Visors an der Seite, um Platz für das Springboard zu schaffen. Kritiker der Geräte bemängelten die fehlende Gummischicht zwischen Knöpfen und Kontakten, wodurch sich die Knöpfe schwerer drücken ließen. Außerdem konnte man die ansteckbare Bildschirmabdeckung aus Plastik leicht verlieren. Visor und Visor Deluxe wogen 153 Gramm und waren 12,2 cm × 7,6 cm × 1,8 cm groß.

### Visor Prism

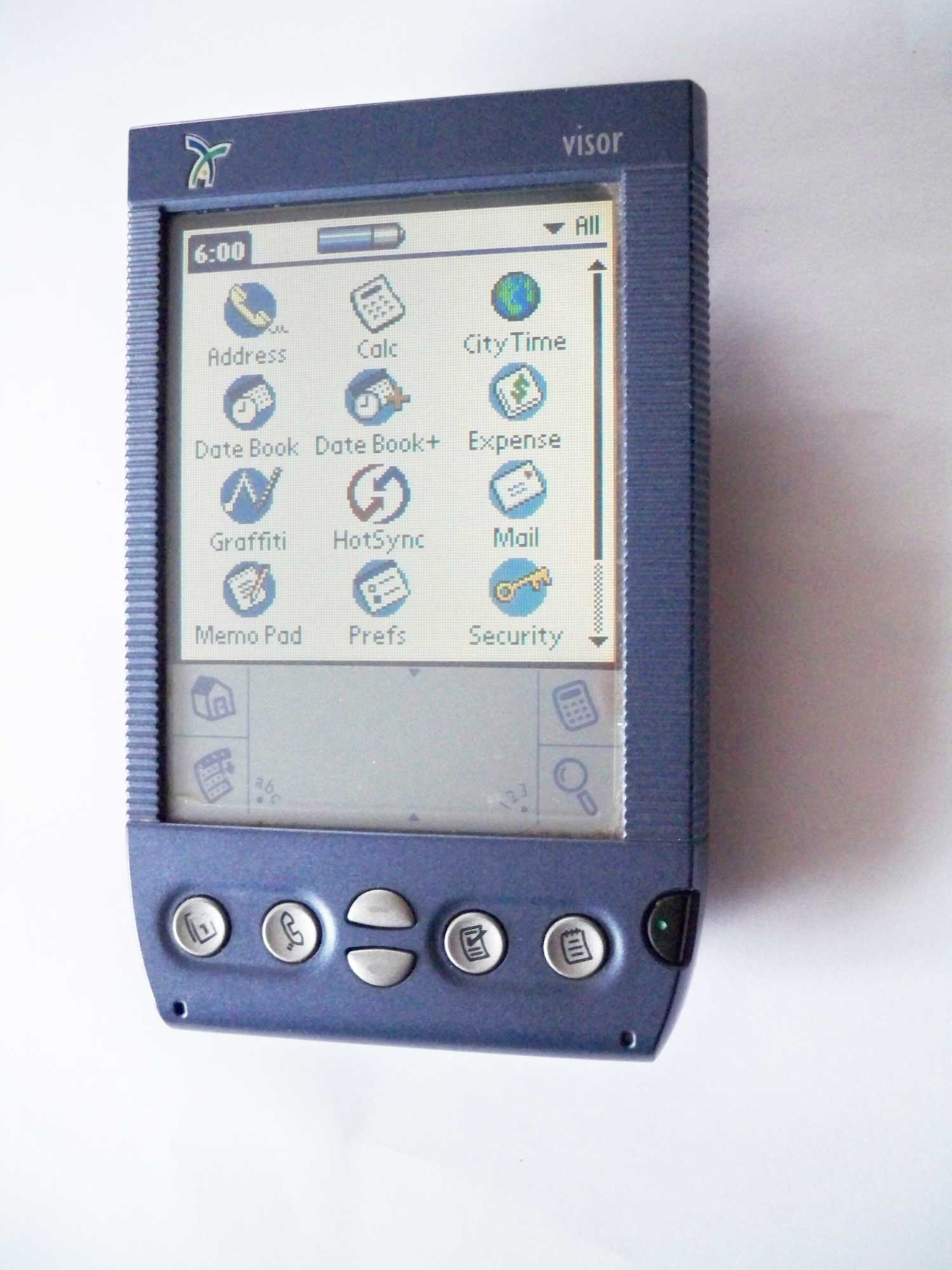
Handspring Visor Prism

Als Handspring den Visor Prism herausbrachte, war es der erste Palm OS Handheld mit 16-bit-Farbdisplay (65.536 Farben); das damals aktuelle Modell von Palm hatte nur ein 8-bit-Farbdisplay (256 Farben). Als Stromquelle diente ein Lithium-Ionen-Akku im Gegensatz zu zwei Micro-Zellen (AAA-Zellen) in den anderen Visors. Gemeinsam mit anderen Modellen hatte er den standard Springboard-Slot. Der Prism lief unter Palm OS 3.5.2H3 und wog 199 Gramm bei einer Größe von 12,2 cm × 7,7 cm × 2,1 cm.

### Visor Platinum
Wenig Spektakuläres bot der Platinum. Dem 33-MHz-Dragonball-Prozessor standen 8 MB RAM zur Seite, betrieben wurde er wie schon die früheren Visors mit zwei AAA Micro-Zellen. Das Display bot 160×160 Pixel, als Betriebssystem diente Palm OS 3.5.2H. Da Handspring den Springboard Slot beim Platinum ins Gehäuse integrierte, war das Gerät mit 2,1 cm deutlich dicker als der kurze Zeit später erscheinende Visor Edge (s. u.). Weiter Maße: 12,2 cm × 7,6 cm, 180 Gramm Gewicht. Als Besonderheit kann man das eingebaute Mikrofon gelten lassen.
Der Visor Platinum wurde in Deutschland beim Discounter Aldi als Medion Visor mit der Kennzeichnung MD9508 verkauft.

### Visor Edge

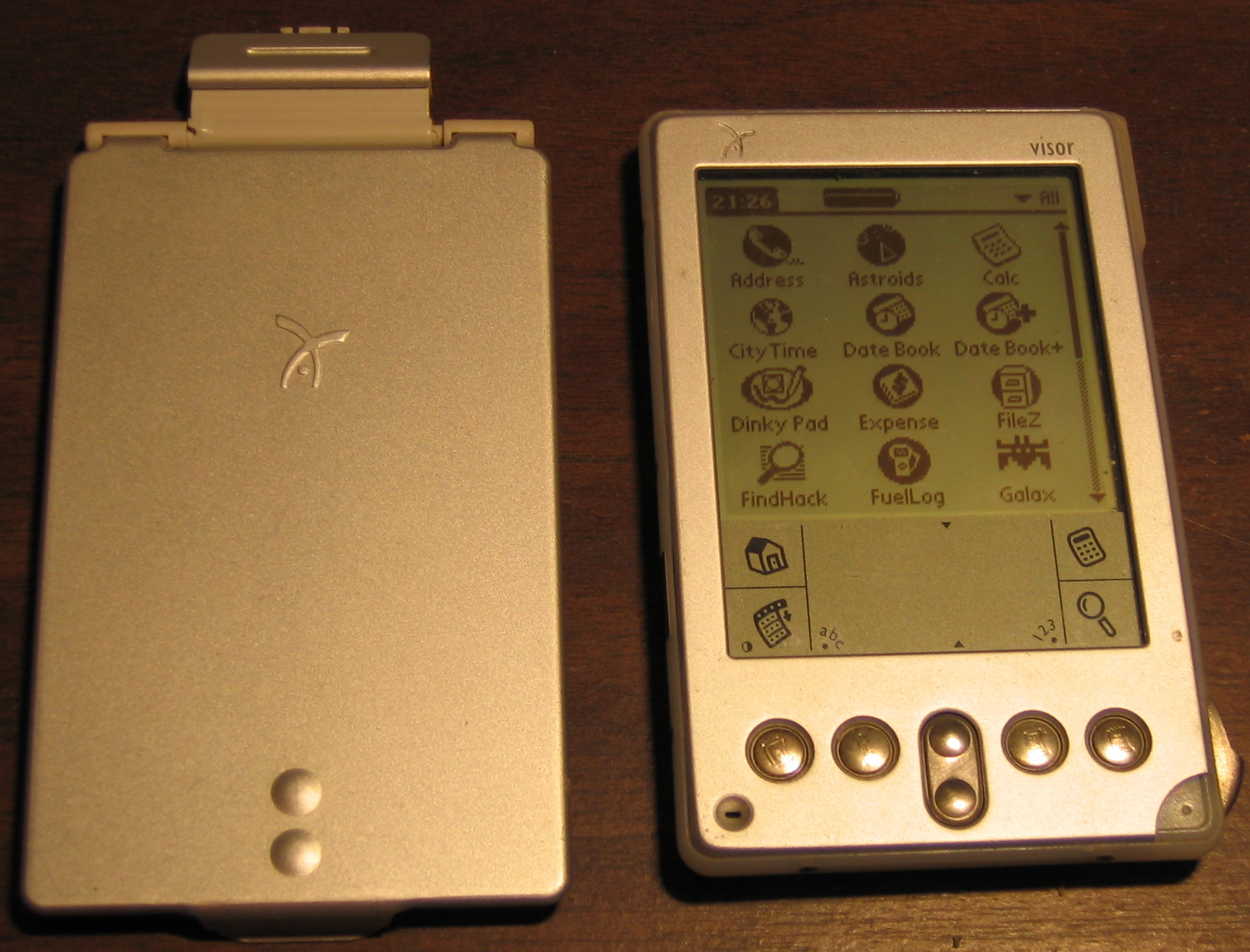
Visor Edge

Im März 2001 startete Handspring den flachen Visor Edge mit 33 MHz MC68VZ328 DragonBall CPU. Das 160 × 160 Pixel Display mit 16 Graustufen entsprach dem Standard bei den meisten anderen Palm PDAs, mit 126 Gramm und Abmessungen von 11,9 cm × 7,9 cm × 1,1 cm war er jedoch der kleinste und leichteste Visor. Er war ausgestattet mit 8 MB RAM und Handsprings neuester Version von Palm OS, Version 3.5.2H. Die drei verfügbaren Farben waren Blaumetallic, Silbermetallic und Rotmetallic. Der eingebaute Lithium-Ionen-Akku bot Laufzeiten zwischen zwei und vier Wochen. Aufgrund seiner Größe wurde auf einen eingebauten Springboard-Slot verzichten, Nutzer konnten Springboard-Module jedoch über einen abnehmbaren Adapter im Lieferumfang anschließen.

### Visor Neo

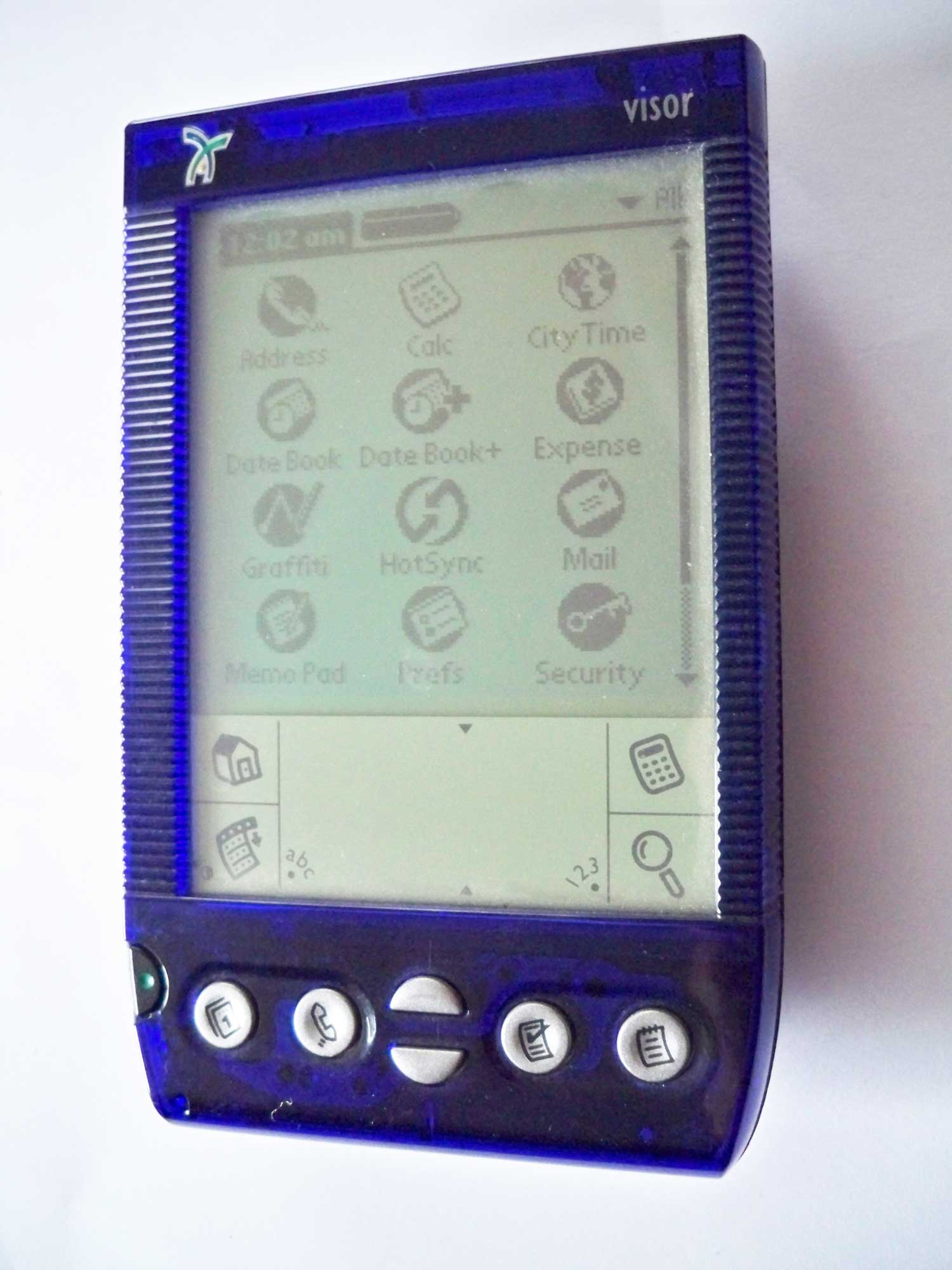
Visor Neo in blau

Der Visor Neo bot nichts neues in der Visor-Linie. Das im September 2001 herausgebrachte Gerät besaß einen MC68VZ328 DragonBall-Prozessor mit 33 MHz. Es besaß 8 MB DRAM, eine IrDA-kompatible Infrarot-Schnittstelle und den normalen Handspring Springboard-Slot. Es bot ein eingebautes Mikrofon und ein 160 × 160 Pixel Display mit 4 Graustufen, war 12 cm × 7,5 cm × 1,6 cm groß und wog 160 Gramm. Neben Silber standen auch drei transparente Farben zur Wahl: Blau, Rot und „Smoke“ („Rauchig“). Die blaue und rote Variante war in Deutschland nicht erhältlich. In „Smoke“ wurde der Visor Neo bei Tchibo als „TCM Visor“ und bei Real-Kauf als „Cybercom Visor“ mit den entsprechenden Aufdrucken mittig über den Funktionstasten verkauft. Die silberne Variante war bei Aldi als „Medion MD 9508“ erhältlich,  ebenfalls mit mittigen Aufdruck. Betrieben wurde der Neo mit der von Handspring modifizierter Version 3.5.2H3 von Palm OS. Strom lieferten zwei Micro-Zellen, die bis zu zwei Monate hielten. Als einziges neues Feature ist der niedrige Preis zu nennen, mit dem Handspring Neukunden gewinnen wollte.

### Visor Pro
Der Visor Pro war das letzte Modell in Handsprings Visor-Serie. Er wog 162 Gramm, maß 12,2 cm × 7,6 cm × 1,8 cm und wurde von einem MC68VZ328 DragonBall-Prozessor mit 33 MHz betrieben. Des Weiteren bot der Visor Pro „satte“ 16 MB RAM, ein eingebautes Mikrofon und den Springboard-Slot. Er hatte ein 16-Graustufen-Display mit Hintergrundbeleuchtung und einen Lithium-Ionen-Akku.

## Handspring Treo
Handspring stoppte die Visor-Produktlinie und ersetzte sie durch den Handspring Treo, eine an mobiler Kommunikation ausgerichtete Handheld-Serie, von denen fast alle ein eingebautes Mobiltelefon hatten.

## PalmOne
Im Oktober 2004 fusionierte die Firma Handspring mit Palm zu palmOne.

## Pioniere des modernen Smartphones
Handspring gilt als einer der maßgeblichen Wegbereiter des modernen Touchscreen Smartphones. In einem Geschäftstreffen zwischen Apple und Handspring entbrannte zwischen dem Apple-CEO Steve Jobs und Jeff Hawkins eine Grundsatzdiskussion über den Formfaktor des zentralen Privatcomputers der Zukunft in der Steve Jobs den Apple iMac als Hauptgerät und Jeff Hawkins den Handspring Visor als Hauptgerät der individuellen Digitalisierung platzierten. Diese Diskussion gilt in Silicon Valley als eines der Schlüsselmomente, in denen Steve Jobs die Notwendigkeit der Weiterentwicklung von mobilen Geräten erkannte und mit als Inspiration zur Entwicklung des iPods und iPhones diente.